# Gideons International

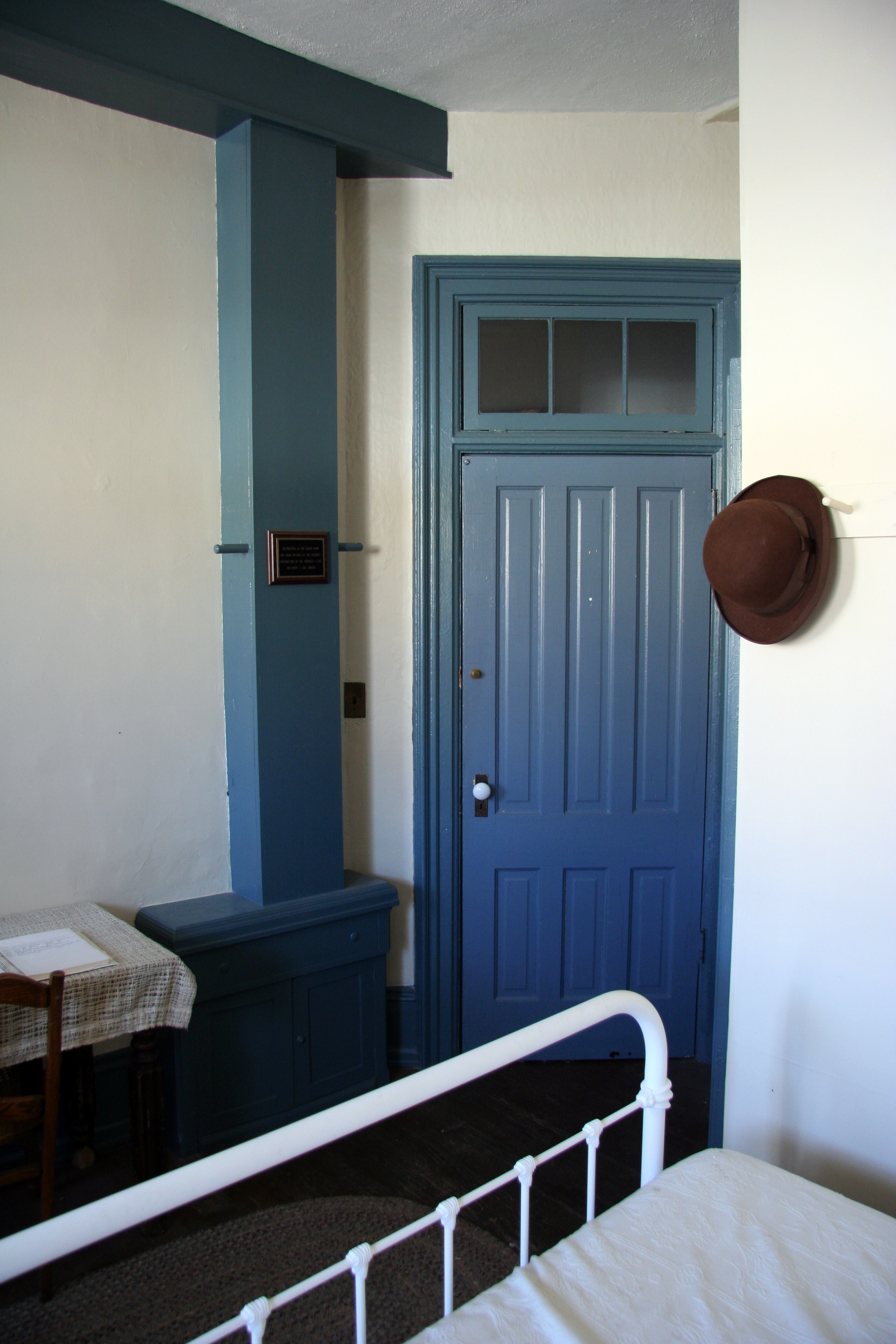
A szállodaszoba, ahol az alapítók találkoztak, megőrzött állapotában.

A Gideons International egy Nashville (Tennessee) székhelyű nemzetközi társaság, amelynek számos kontinensen vannak nemzeti szervezetei. A magyar társaság neve Gedeon Társaság. Célja a Biblia részleteinek kiadása különböző nyelveken, olyan többnyelvű kiadványok formájában, amelyek a legkülönbözőbb helyeken, szállodákban, börtönökben, ápolóknak, diákoknak, katonáknak a rendelkezésére állnak. A zsoltárok könyvével és A példabeszédek könyvével kiegészített evangéliumot kizárólag ingyenesen terjesztik. A kiadványok áttekinthető szerkesztésűek, mind rendszeres, mind alkalmi bibliaolvasók számára megfelelnek.

## Története
1898-ban két utazó találkozott a Wisconsin állambeli Boscobel település Central  House Hotel nevű szállodája 19. szobájában és elhatározták, hogy megszervezik a szállodai szobák ingyenes Biblia-ellátását annak érdekében, hogy a Szentíráshoz az úton levők is kényelmesen hozzájuthassanak. (A szoba, nagyrészt eredeti állapotában, ma is megtekinthető.)

## Magyarországon
- A Magyarországi Gedeon Társaság 1989-ben alakult. 2017 decemberéig Magyarországon 2,6 millió Gedeon Újszövetséget adtak ajándékba.[forrás?]